# 송도 센트럴파크 푸르지오
송도 센트럴파크 푸르지오(영어: Songdo Central Park Prugio)는 대한민국 인천광역시 연수구 송도동에 위치한 주상복합 아파트 단지이다. 총 3개 동, 551세대로 구성되어 있으며 세대 주차대수는 805대이다.
 2012년에 착공하여 2015년에 완공하였다. 최고 높이는 175m이고 최고 층수는 102동 기준 46층이다. 송도 센트럴파크는 공원 이름이고 푸르지오는 대우건설의 아파트 브랜드다.

## 역사
2012년 5월 송도국제도시에 신축 아파트를 분양할 예정이다. 대우건설은 내달 분양 예정이다. 청약선호 1위인 이유는 네티즌들이 가장 청약하고 싶은 아파트다. 6월에 청약접수가 진행되었고 청약 성공한 아파트는 분양이 완료되었다. 같은 해 착공하여 2015년에 완공한 후 6월 10일에 개장하였다. 2024년 평당 3163만원을 기록했다.

## 구성
송도 센트럴파크 푸르지오의 구성이다.
| 동 명칭 | 층수 | 높이 |
| ------- | ---- | ---- |
| 101동   | 42층 | 175m |
| 102동   | 46층 | 175m |
| 103동   | 43층 | 175m |

## 높이
최고 높이는 175m지만 층수가 다르다. 최고층은 102동 기준으로는 46층이다. 2015년에 완공된 170m 이상의 아파트는 판상형 아파트다. 완공 당시 송도국제도시에서 높은 판상형 아파트는 총 3개동으로 구성되어 있다. 송도 아트윈 푸르지오(60층, 208m)가 완공되기 전에 완공되었다.

## 특징
송도 센트럴파크는 송도국제도시에 위치한 공원 이름이고 푸르지오는 대우건설이 만든 아파트 브랜드다. 대우건설은 송도국제도시 주상복합 아파트인 송도 센트럴파크 푸르지오(175m, 최고 46층)와 송도 아트윈 푸르지오(60층, 208m) 동시에 분양이 완료되었다. 구조는 판상형 아파트고 중대형으로 구성된다. 총 551가구로 구성되어 있다. 판매시설과 주민운동시설은 아파트 동마다 있다. 어린이놀이터는 102동, 판매시설 B동 주변에 있다. 주차대수는 805대 (세대당 1.46대)다.

## 내부 시설

### 101동
| 층수                | 용도               |
| ------------------- | ------------------ |
| 3층 ~ 42층          | 아파트             |
| 2층                 | 관리사무소, 경로당 |
| 1층                 | PIT                |
| 지하 2층 ~ 지하 1층 | 지하주차장         |

### 102동
| 층수                | 용도                 |
| ------------------- | -------------------- |
| 3층 ~ 46층          | 아파트               |
| 2층                 | 헬스장, 주민공동시설 |
| 1층                 | PIT, 보육시설        |
| 지하 2층 ~ 지하 1층 | 지하주차장           |

### 103동
| 층수                | 용도                    |
| ------------------- | ----------------------- |
| 3층 ~ 43층          | 아파트                  |
| 2층                 | 도서관/연회장, 판매시설 |
| 1층                 | PIT, 판매시설           |
| 지하 2층 ~ 지하 1층 | 지하주차장              |

## 대중문화

### 드라마
- MBC 드라마 돈꽃에 나온다.
- SBS 드라마 펜트하우스 3 14회에 나온다.

### 영화
- 2018년에 개봉한 일본 영화 명탐정 코난: 제로의 집행인에 나온다.

## 같이 보기
- 대한민국의 마천루 목록
- 인천광역시의 마천루 목록